# Spetstillverkning i Kroatien
Spetstillverkning i Kroatien är ett traditionellt hantverk med rötter från renässansen då spetstillverkning spred sig från Medelhavsländerna till hela Europa. Sedan år 2009 är den traditionella spetstillverkningen i Kroatien upptagen på Unescos lista över mänsklighetens immateriella kulturarv.
Den traditionella spetstillverkningen i Kroatien förekommer i hela landet men vanligtvis särskiljs tre tillverkningstraditioner centrerade till Hvar, Lepoglava och Pag. Den sydda och prisbelönta spetsen från Pag (Pagspetsen) med sitt unika mönster framhålls inte sällan som den mest framstående.    

## Historik och beskrivning
Knyppling och spetstillverkning är ett flera århundraden gammalt hantverk i Kroatien. Den huvudsakliga skillnaden mellan hantverket i Kroatien och övriga Europa är att det i det senare inledningsvis utövades av nunnor och kvinnor från det övre sociala skiktet. I Kroatien spred sig hantverket från kloster och herresäten till små landsbygdssamhällen där kvinnor från allmogen anammade traditionen. Dessa tillverkade spetsar till de då i stor utsträckning burna kroatiska folkdräkterna eller för försäljning vilket gav dem en extra inkomst till hushållet. Tekniken som användes vid tillverkningen och utseendet på spetsarna i Kroatien skiljde sig från de samtida europeiska spetsarna. Detta gav de kroatiska spetsarna särskild betydelse.
Även om det har forskats lite på området visar mångfalden av äldre bevarade spetsar hur utbrett hantverket var i Kroatien. Det blomstrade över allt där kvinnor ansvarade för och försåg hushållen med textilier och inredning. Färdigheten fördes vidare från generation till generation – från mor och mormor till dotter och barnbarn.  Men hantverket lärdes även ut i skolorna där nya tekniker, material och mönster introducerades för flickor. Med tiden förändrades livstiden och behovet av hemgjorda textilier vilket ledde till att spetstillverkningen stagnerade och i vissa områden helt upphörde.
Idag är Hvar, Lepoglava och Pag de främsta centren i Kroatien för knyppling och spetstillverkning och i hela landet säljs spetsar som bland annat souvenirer. Inte sällan framhålls spetsen från Pag som den mest förnämaste. På världsutställningen i Paris 1937 erhöll Pagspetsen utmärkelse för sin höga kvalité och den habsburgska kejsarinnan Maria Teresia sägs ha hållit sig med en spetstillverkare från Pag vid sitt hov.

## Lista över kroatiska spetsar
- Hvarspets, sydd spets från Hvar tillverkad av agave[4]
- Lepoglavaspets, knypplad spets från Lepoglava
- Pagspets, sydd spets från Pag